# Ray Wersching
Ray Wersching (Mondsee, 21 de agosto de 1950) é um ex-jogador profissional de futebol americano austríaco.

## Carreira
Ray Wersching foi campeão da temporada de 1984 da National Football League jogando pelo San Francisco 49ers.